# Borovnica, Galicija
Borovnica (nemško Freibach) je naselje v Občini Galicija v Okraju Velikovec na Koroškem v Avstriji.